# Майк Трезор Ндаїшиміє
Майк Трезор Ндаїшиміє (фр. Mike Trésor Ndayishimiye, нар. 28 травня 1999) — бельгійський футболіст, нападник клубу «Генк» і збірної Бельгії. На умовах оренди виступає за англійський клуб «Бернлі».
Грав за молодіжну збірну Бельгії.

## Клубна кар'єра
Народився 28 травня 1999 року в Бельгії у родині вихідців з Бурунді. Вихованець юнацьких команд футбольних клубів «Тюбіз» та «Андерлехт».
У дорослому футболі дебютував 2018 року виступами за команду «Неймеген» у другому нідерландському дивізіоні.  Вже на початку свого другого сезону в команді був запрошений до клубу «Віллем II», що представляв найвищий дивізіон Нідерландів. Швидко став у команді з Тілбурга основним гравцем.
7 липня 2021 року за 3,5 мільйони євро приєднався до бельгійського «Генка». 

## Виступи за збірні
2015 року дебютував у складі юнацької збірної Бельгії (U-17), загалом на юнацькому рівні взяв участь у 25 іграх, відзначившись 8 забитими голами.
Протягом 2019–2020 років залучався до складу молодіжної збірної Бельгії. На молодіжному рівні зіграв у 6 офіційних матчах, забив 3 голи.
| Дата      | Місто    | Господарі | Результат | Гості   | Турнір            | Голи | Примітки |
| --------- | -------- | --------- | --------- | ------- | ----------------- | ---- | -------- |
| 17-6-2023 | Брюссель | Бельгія   | 1 – 1     | Австрія | Відбір до ЧЄ 2024 | -    | 84'      |
| 20-6-2023 | Таллінн  | Естонія   | 0 – 3     | Бельгія | Відбір до ЧЄ 2024 | -    | 57'      |
| Усього    |          | Матчів    | 2         |         | Голів             | 0    |          |